# Heggedal Station
Heggedal Station (Heggedal stasjon) er en jernbanestation, der ligger ved byområdet Heggedal i Asker kommune på Spikkestadlinjen i Norge. Stationen består af to spor med hver sin sideliggende perron, en overdækket gangbro og en stationsbygning i gulmalet træ opført efter tegninger af Georg Andreas Bull. Ved siden af stationen ligger der en parkeringsplads, ligesom der er stoppested for en buslinje til Asker via Dikemark.
Stationen blev åbnet 1. maj 1874 som en del af Drammenbanen. Da Lieråsen tunnel blev åbnet i 1973, blev den gamle strækning fra Spikkestad til Asker, hvor Heggedal ligger, kendt som Spikkestadlinjen. Stationen selv blev moderniseret og ombygget i 2012. I efteråret 2015 blev en niveauoverskæring med bomme nedlagt og fjernet i forbindelse med åbningen af en ny bro syd for stationen.
18. oktober 2002 fandt en dramatisk hændelse sted på stationen, da toget fra Spikkestad begyndte at køre ud, mens lokaltoget fra Asker var på vej ind. Der manglede kun få meter, før det var endt i en ulykke. 